# Старосамбірська міська територіальна громада
Старосамбірська міська громада — територіальна громада в Україні, у Самбірському районі, Львівської області. Адміністративний центр — місто Старий Самбір.

### Склад громади
1. Бачина
2. Біличі
3. Велика Лінина
4. Великосілля
5. Волошиново
6. Воля
7. Завадка
8. Кобло
9. Лаврів
10. Морозовичі
11. Потік
12. Росохи
13. Созань
14. Соснівка
15. Спас
16. Стара Ропа
17. Стара Сіль
18. Старий Самбір
19. Страшевичі
20. Стрільбичі
21. Сушиця
22. Тварі
23. Тершів
24. Тиха
25. Торгановичі
26. Торчиновичі